# Truchsess (Hofamt)

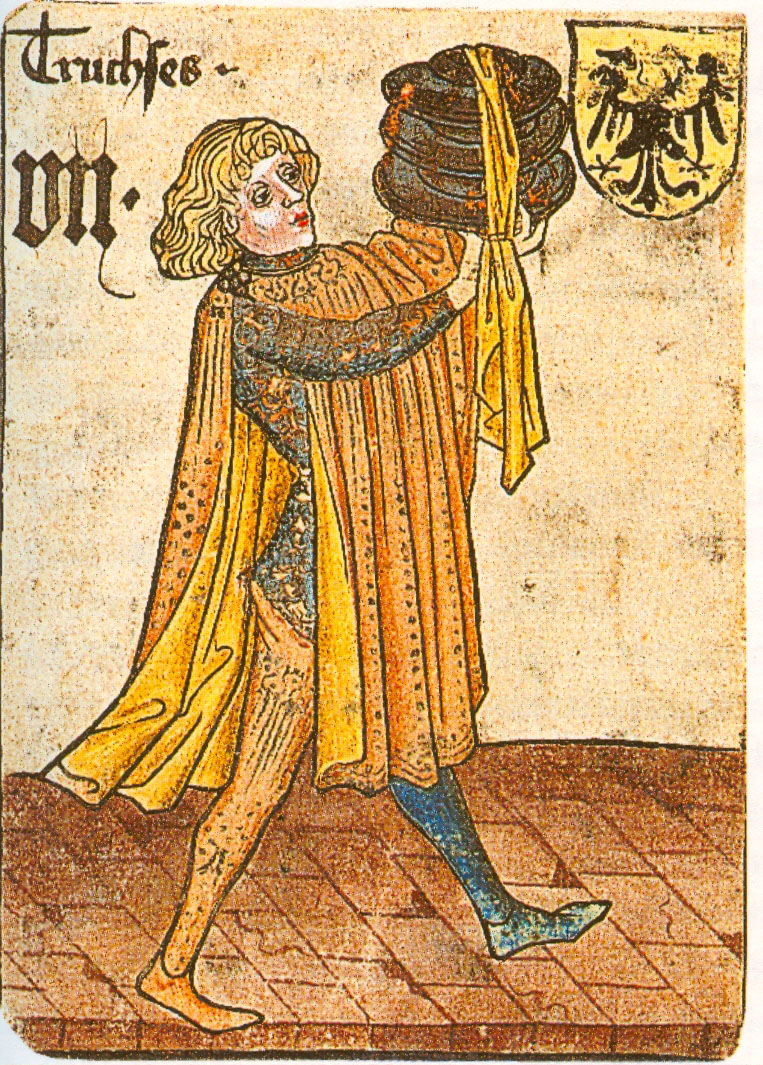
Truchsess: Darstellung aus dem Hofämterspiel um 1455

Truchsess war ein Hofamt in der mittelalterlichen Hofgesellschaft für den obersten Aufseher über die fürstliche Tafel. Der Ausdruck stammt von althochdeutsch truhtsâzo (lateinisch dapifer, französisch écuyer de cuisine, englisch steward, ungarisch asztalnok, polnisch stolnik, russisch стольник, niederländisch drossaard), niederdeutsch Drost(e). Das Truchsessenamt gehört wie Marschall, Schenk und Kämmerer zu den höchsten Hofämtern.

## Charakteristik
Es war ursprünglich die Bezeichnung für den obersten Aufseher über die fürstliche Tafel, später für den Vorsteher der Hofhaltung. Im Laufe der Zeit erhielt das Amt weitere einflussreiche Funktionen. Zahlreiche Familien nahmen die Amtsbezeichnung als festen Bestandteil in den eigenen Familiennamen auf (siehe Adelsgeschlechter Truchseß und Droste).
Im Heiligen Römischen Reich hatte seit der Krönung Ottos I. ein Fürst als Truchsess die erste Schüssel auf die Tafel des Kaisers zu setzen. Wie die übrigen Erzämter wurde auch dieses später erblich und mit einem Kurfürstentum verbunden, das Erztruchsessamt mit der Kurpfalz. Als Friedrich V. von der Pfalz 1623 die Kur verlor, fiel das Erztruchsessamt an Bayern und 1706 infolge der Ächtung des Kurfürsten von Bayern wieder an die Kurpfalz, 1744 erneut an das Kurfürstentum Bayern, das das Amt bis zur Auflösung des Reiches 1806 ausübte. Bei höfischen Zeremonien wie der Krönung der römisch-deutschen Könige und Kaiser wurden die Kurfürsten als Inhaber der Erzämter von Grafen als Inhaber der entsprechenden Erbämter vertreten, so die Erztruchsesse von den Reichserbtruchsessen, den Grafen von Waldburg, die zugleich auch als Erbküchenmeister fungierten. Auch an den Höfen von Reichsfürsten, z. B. des Fürstbischofs von Münster und Domkapiteln gab es erbliche Ämter als Truchsess/Drost. Eine bedeutende Person im Alten Reich als Erbtruchsess, 1525 von Karl V. im Nachgang des Bauernkrieges ernannt, war Georg III. von Waldburg.
Dem Amt des Truchsess entspricht der französische Seneschall, der englische Lord High Steward, der High Steward of Scotland oder der Lord High Steward of Ireland. Die beiden Letzteren sind bis heute erbliche Hofämter, während die praktischen Aufgaben des Vorstehers der britischen Hofhaltung der Master of the Household wahrnimmt.

## Etymologie
Bezüge reichen bis ins 10. Jahrhundert zurück, so in althochdeutsch truh(t)sazo oder truh(t)sezzo, mittelhochdeutsch truh(t)säze und mittelniederdeutsch droste bzw. drotsete. Der Begriff ist zusammengesetzt aus druhti „Schar“ – gemeint ist hauptsächlich das Gefolge eines Fürsten – bzw. truht oder druht „Gefolgschaft leisten“ und säze „sitzen“ (vgl. Sasse wie etwa in Freisasse, Landsasse und Hintersasse) und trägt folglich die Bedeutung „jemand, der in der Gefolgschaft sitzt“ bzw. – möglicherweise auch schon ursprünglich – „der der Gefolgschaft vorsteht“.

## Besonderheiten in Österreich-Ungarn

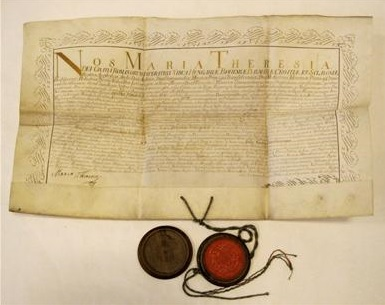
Verleihung der Truchsessen-Würde im Königreich Ungarn für Anton Pongracz, 1780

Wie bei den Kammerherrn (in Österreich und Bayern Kämmerer) wandelte sich auch bei den Mundschenken, Vorschneidern und Truchsessen das ursprünglich entgeltliche und einen dauerhaften Aufenthalt am Hofstaat der Habsburger bedingende Amt in einen Ehrendienst von Haus aus um. Doch war die Zahl dieser Hofwürdenträger niemals nur annähernd so groß wie jene der Kämmerer. Als mit dem Aufkommen des Gebrauches der Gabel das Zerlegen der Fleischstücke nicht mehr im Speisesaal, sondern in der Küche geschah, wurden Vorschneider überhaupt nicht mehr ernannt. Ebenso wurde von der Bestellung von Mundschenken abgesehen.
Die Truchsessen, zu deren Erlangung auch erworbener inländischer Adel genügte, gehörten aber weiterhin zur „Tafelpartie“ und unterstanden als solche dem Obersthofmeister, von dem sie auch beeidigt wurden.
Gehörte der Bewerber um die Truchsessenwürde dem Beamtenstand an, so musste er wenigstens kaiserlicher oder königlicher Rat oder Hof- (Ministerial-)Sekretär sein. War derselbe nicht angestellt, so musste er sonst eine ehrenvolle soziale Stellung einnehmen. Vor der Beeidigung hatte sich der ernannte Truchsess mit dem Erlag der vorgeschriebenen Taxe (Gebühr) auszuweisen, worauf ihm auch das Truchsessenehrenzeichen ausgefolgt wurde.
Die Truchsessen waren gleich den Kämmerern Hofwürden. Sie waren zur Hoffolge verpflichtet, rangierten nach den Kämmerern, wurden „zur Tafel bedienung oder bey Festins zu Commissiarienstellen gebraucht“, hatten den Vorzug „den Hof zu Corteggiren“ und traten insbesondere bei der Zeremonie der „Speisung“ am Gründonnerstag in Funktion. Truchsess war demnach ebenso wenig wie Kämmerer ein bloßer Ehrentitel, sondern ein zu Dienstleistungen verpflichtendes und durch Eid bekräftigtes Dienstverhältnis, das im Taxpatent direkt als „Ehrenamt“ bezeichnet wurde. Andererseits war auch die Truchsessenwürde keine staatliche „Auszeichnung“, sondern eine dem Hofrecht angehörende Dienst- und Ehrenverleihung.